# Anuario de Estudios Medievales
Anuario de Estudios Medievales es una revista de historia medieval editada en la ciudad española de Barcelona desde 1964.

## Historia
Fue fundada en 1964 por el historiador Emilio Sáez Sánchez, quien también ejercería como director de la publicación. Editada en Barcelona por la Institución Mila i Fontanals, vinculada al Consejo Superior de Investigaciones Científicas (CSIC,) en 2007 era la revista española de historia con mayor presencia en catálogos de bibliotecas y la publicación de historia medieval con mayor visibilidad en el extranjero. En el año 2000 empezaron a publicarse dos números al año de forma regular.

## Métricas de revista
2025
- Web of Science Group :N/D
- Índice h de Google Scholar: 12
- Scopus: 0,33